# Jimbaran
Jimbaran (balinais : ᬚᬶᬫ᭄ᬩᬭᬦ᭄) est un village de pêcheurs et une station balnéaire à Bali, en Indonésie. Situé juste au sud de l'aéroport international de Denpasar Ngurah Rai, la plage comporte de nombreux restaurants de fruits de mer et des hôtels de luxe à proximité. L'activité touristique à Jimbaran s'est accrue rapidement ces dernières années (2008), ce qui a stimulé l'économie locale. Mais elle a subi le contre-coup de deux attentats à la bombe visant des restaurants en octobre 2005.
Jimbaran se trouve sur le "cou" de la péninsule du sud de Bali. Il est réputé pour la fraîcheur des poissons et fruits de mer servis à table sur la plage. Des poissons et des fruits de mer, parfois vivants, peuvent être sélectionnés par les clients, et immédiatement préparés généralement par grillade aux coques de noix de coco plutôt que du charbon de bois.

## Galerie

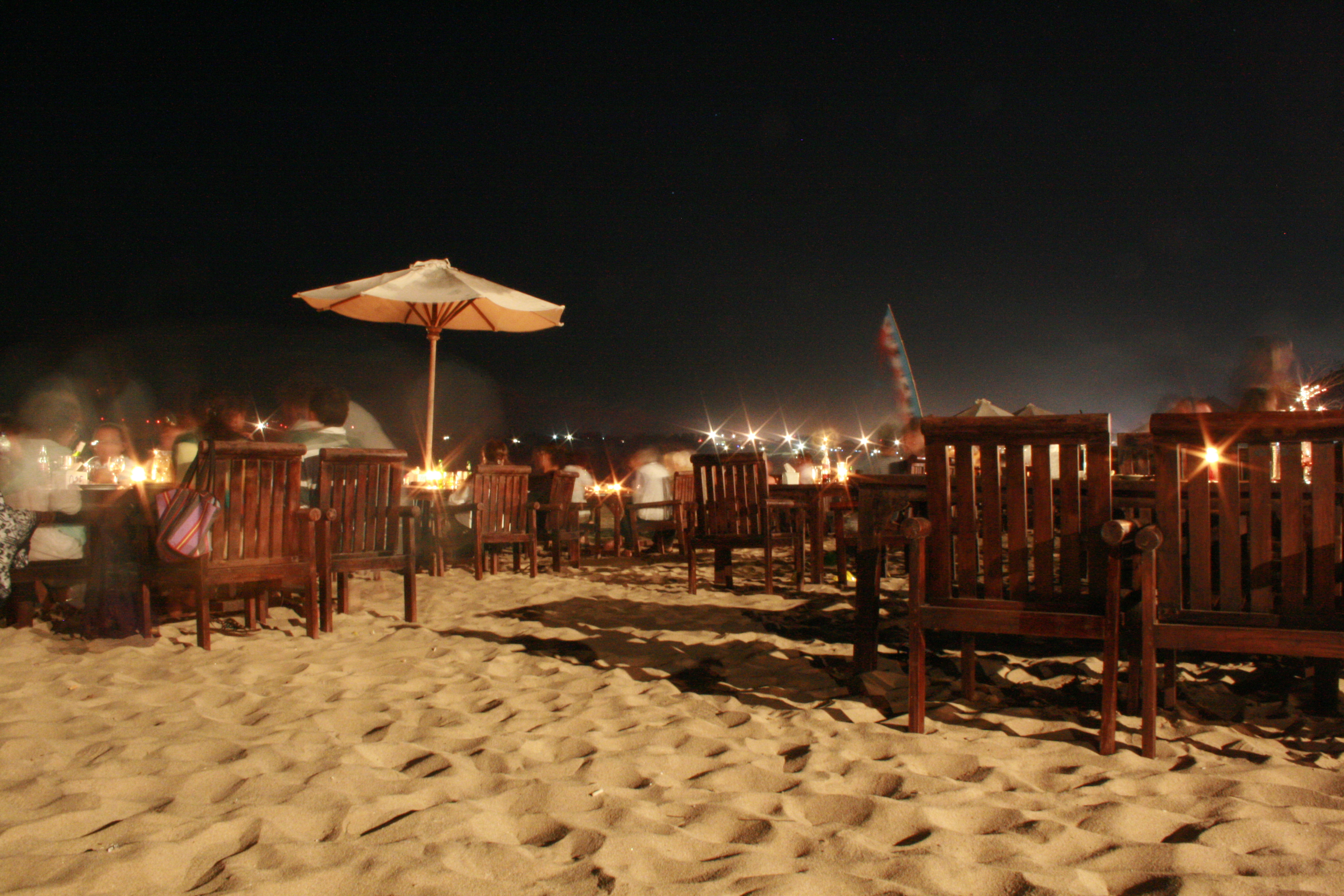
Nuit sur la plage
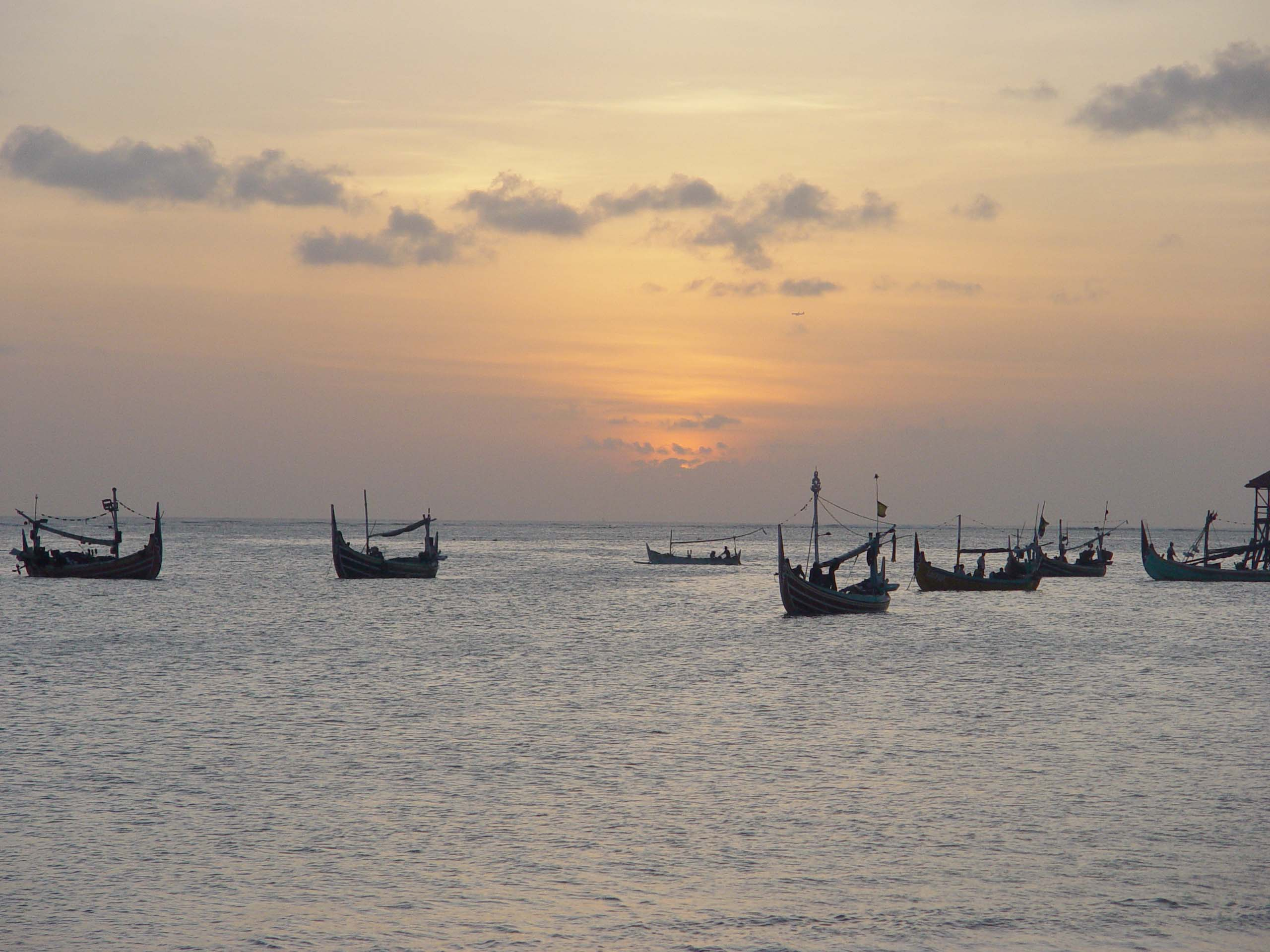
Bateaux de pêche
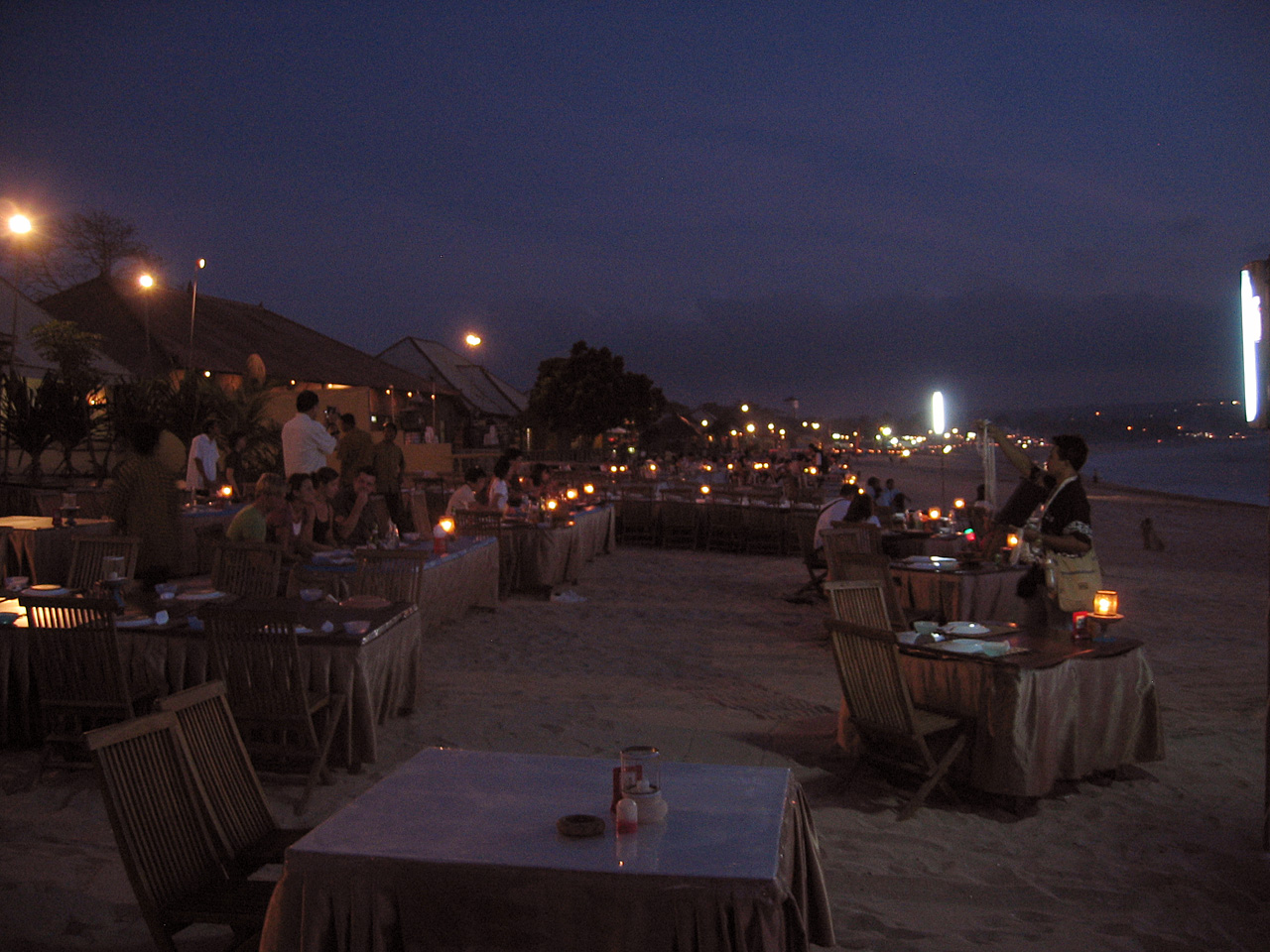
Nuit sur la plage
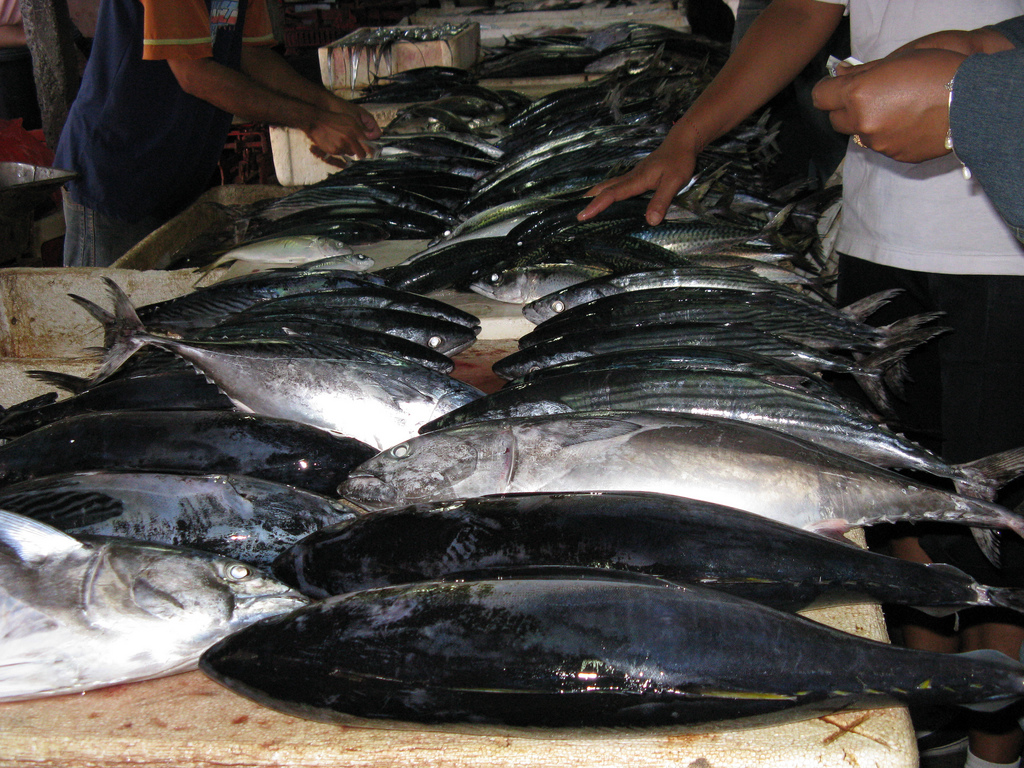
Vente de poissons au marché de Jimbaran